# Papilio krishna
Papilio krishna là một loài bướm phượng được tìm thấy trong các khu rừng ở đông bắc Ấn Độ và Myanmar.

## Hình ảnh

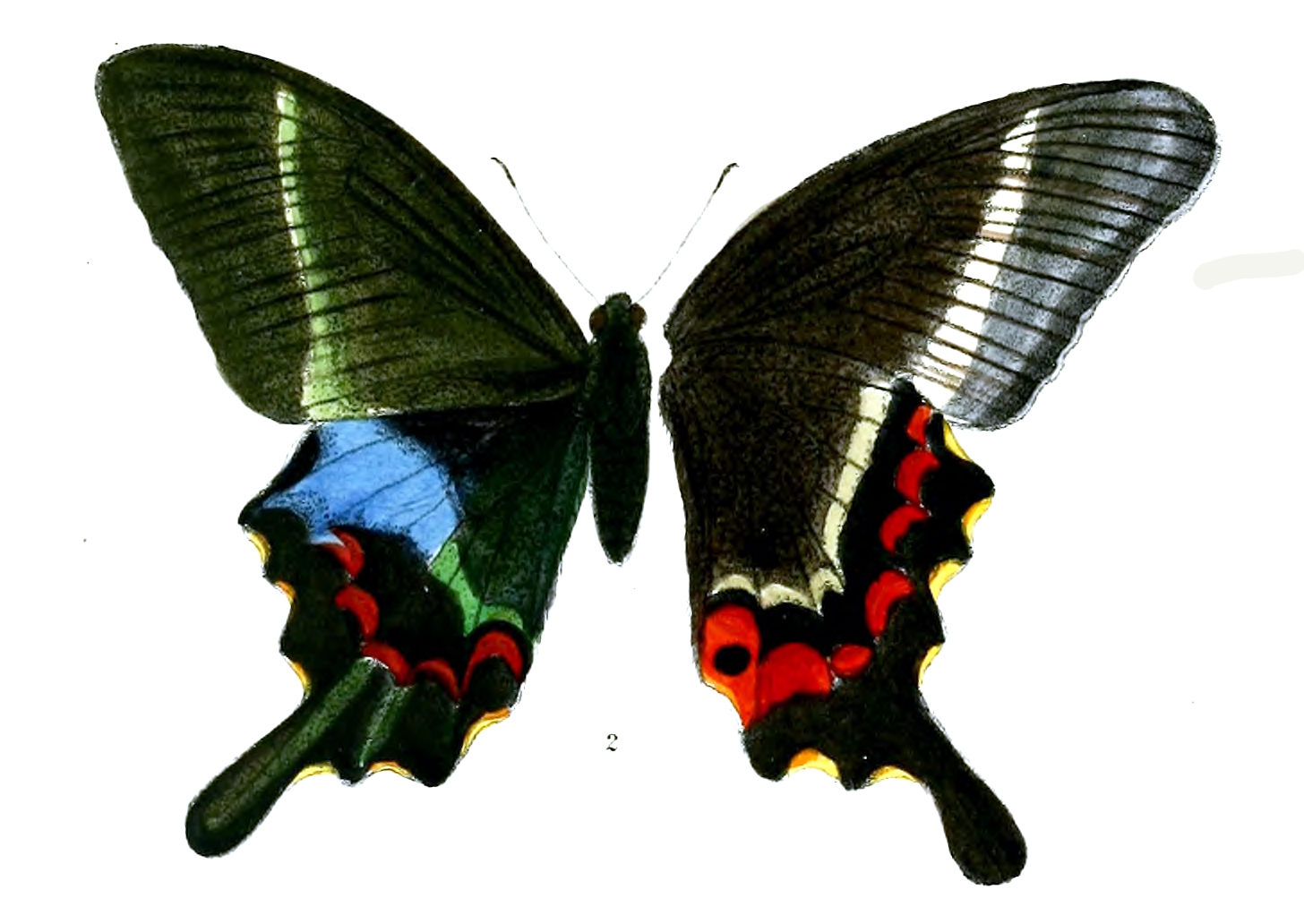
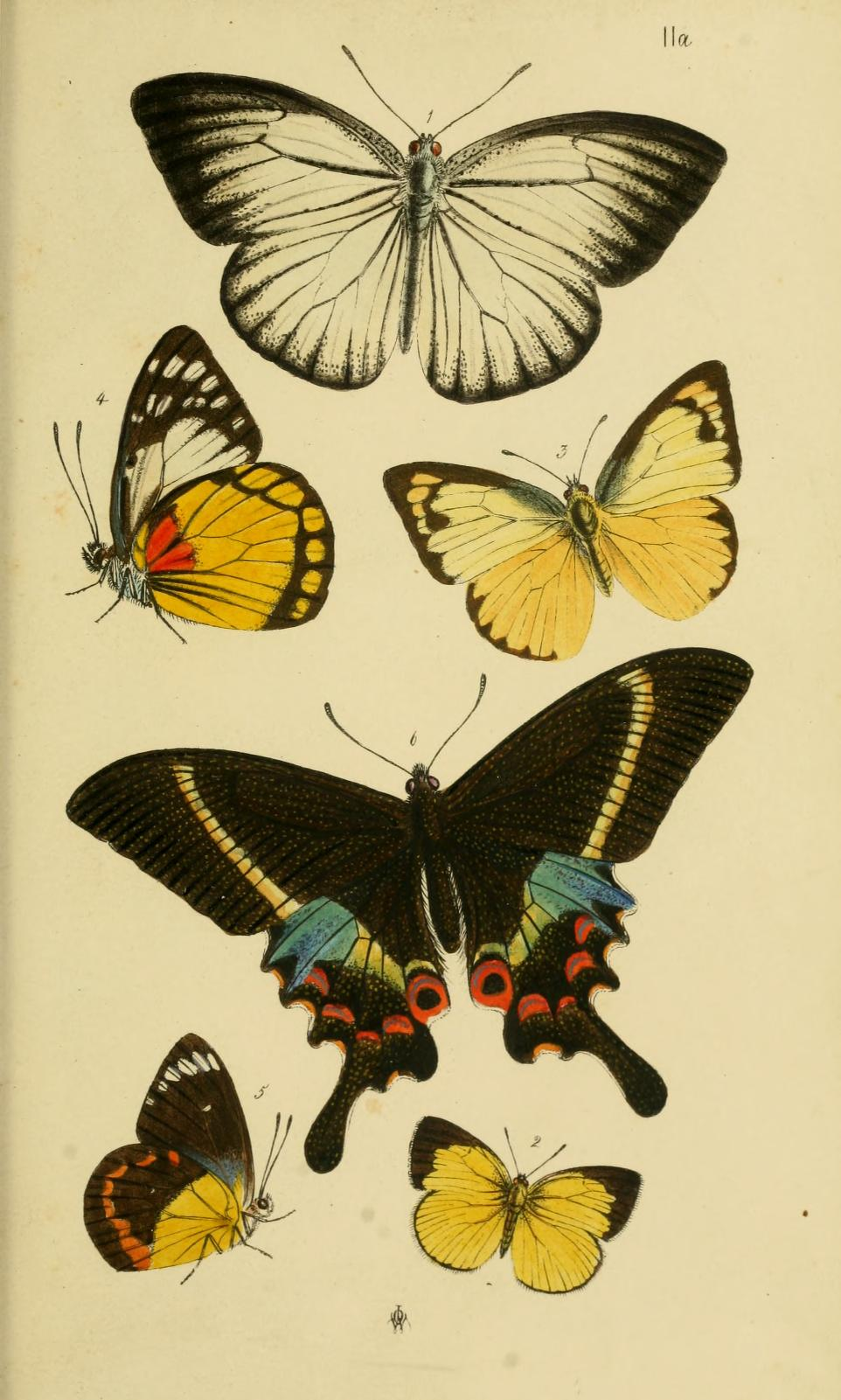
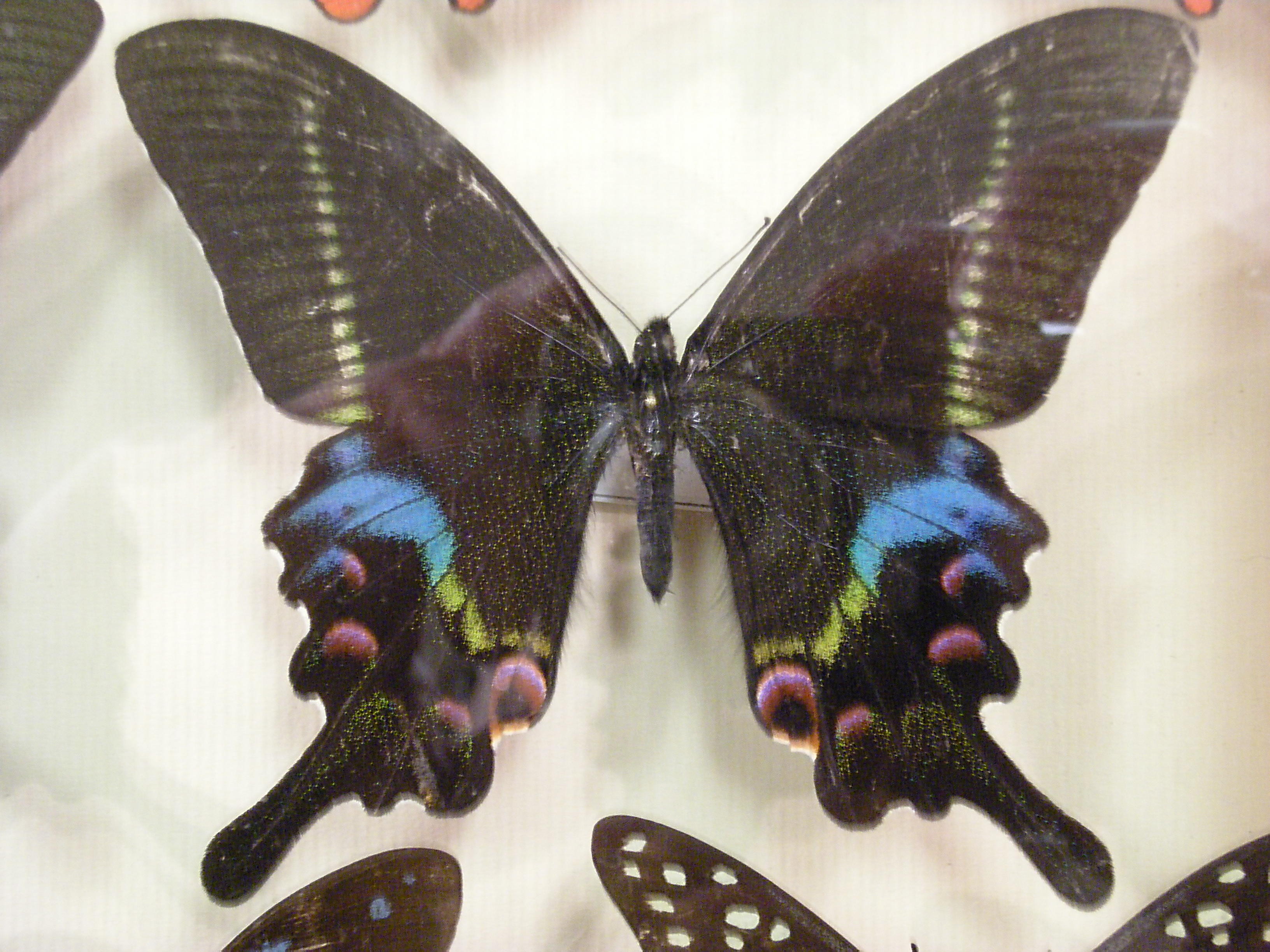